# Fortuna (Maranhão)
Fortuna é um município brasileiro do estado do Maranhão. Sua população estimada em 2022 era de 16.976 habitantes.

## História

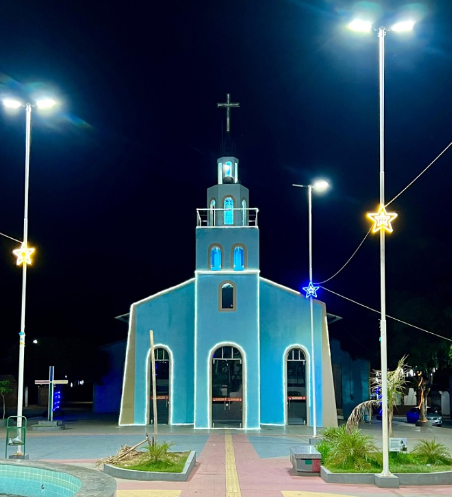
Igreja Matriz de Fortuna (MA)

O início do desbravamento que culminou com a cidade que é hoje teve como ponto de partida a chegada do Sr. Vidal Pereira, acompanhado de vários escravos em uma localidade denominada Calumbi, bem próxima o que corresponde a zona urbana de hoje. Como a finalidade era desenvolver ali a agricultura, assim permaneceu até a abolição da escravatura pela Princesa Isabel quando foi embora para um local que não há registro.
Desde a saída de Vidal Pereira o local entrou em decadência só vindo a voltar a ter novo impulso por volta de 1919 quando o piauiense Antonio Martin de Souza se fixou no local retomando a atividade agrícola.
Em 1936 foi criada a primeira escola pública denominada Antonio Martin de Souza. Coube ao Padre José de Alencar, da Paróquia de Colinas celebrar a primeira missa no local.

## Geografia
O município de Fortuna possui uma extensão territorial de 835,668 quilômetros quadrados, ocupando a 114 posição entre os 217 municípios maranhenses em termos de área.

### Demografia
Segundo dados do Censo Demográfico de 2022, Fortuna contava com 16.976 habitantes, resultando em uma densidade populacional de aproximadamente 20,33 habitante por quilômetro quadrado. No contexto estadual, o município ocupava a 116 posição em número de habitantes e a 101 em densidade demográfica comparando-se com outros municípios do estado do Maranhão. A estimativa populacional para o ano de 2024 era de 17.346 habitantes.

### Educação
Em 2010, a taxa de escolarização de crianças entre 6 e 14 anos em Fortuna era de 97,3 %, colocando o município na 70 colocação entre os 217 do estado. Quanto ao Índice de Desenvolvimento da Educação Básica (IDEB) referente ao ano de 2023, os anos iniciais do ensino fundamental na rede pública apresentaram índice de 5,2 enquanto os anos finais atingiram 4,9.
| Taxa de escolarização de 6 a 14 anos de idade [2010]             | 97,3 %           |
| IDEB – Anos iniciais do ensino fundamental (Rede pública) [2023] | 5,2              |
| IDEB – Anos finais do ensino fundamental (Rede pública) [2023]   | 4,9              |
| Matrículas no ensino fundamental [2023]                          | 3.119 matrículas |
| Matrículas no ensino médio [2023]                                | 669 matrículas   |
| Docentes no ensino fundamental [2023]                            | 230 docentes     |
| Docentes no ensino médio [2023]                                  | 34 docentes      |
| Número de estabelecimentos de ensino fundamental [2023]          | 26 escolas       |
| Número de estabelecimentos de ensino médio [2023]                | 2 escolas        |

Fonte: IBGE

## Bairros e Distritos
- CEP 65695-000
- Centro
- Conjunto Novo
- Maranhão
- Piauí
- Residencial Luiza Teixeira Teixeira
- Loteamento Nova Fortuna
- Loteamento Nova Vitória
- Residencial Vivendas
- Residencial Vivendas II
- Povoado Matinha
- Povoado São José
- Povoado Varjão
- Povoado Coquinho
- Povoado Taboca
- Povoado Água Branca
- Povoaso Wargen
- Povoado Barracão
- Povoado Carapato
- Povoado Pau Ferrado
- Povoado São João do Anajá
- Povoado Morada Nova
- Povoado Centro do Aprigio
- Povoado Alto dos Calu
- Povoado Altobdos Barros
- Povoado Pedras
- Povoado Corredeira
- Povoado Caiçara

### Rodovias
- BR-135: Principal Rodovia que liga a cidade a capital São Luís, e a Floriano (PI).
- MA-362: A MA-362 tem início na BR-135, no povoado Baixão Grande e termina em Senador Alexandre Costa quando se encontra com a BR-226.
- MA-333: Rodovia Municipal pertencente a cidade de Jatobá, tem seu início na BR-135 e acaba no Setor Sul de Fortuna, no Bairro Maranhão.

## Economia
Em 2021, o Produto Interno Bruto (PIB) per capita de Fortuna foi de R$ 8.046,30, valor que colocava o município na 150 posição entre os 217 do estado do Maranhão.
| PIB per capita [2021]                                    | 8.046,30 R$ |
| Índice de Desenvolvimento Humano Municipal (IDHM) [2010] | 0,580       |

Fonte: IBGE
| Salário médio mensal dos trabalhadores formais [2022]                                             | 3,0 salários mínimos |
| Pessoal ocupado [2022]                                                                            | 737 pessoas          |
| População ocupada [2022]                                                                          | 4,34 %               |
| Percentual da população com rendimento nominal mensal per capita de até 1/2 salário mínimo [2010] | 52,5 %               |

Fonte: IBGE